# Nekonečná etiketa
Nekonečná etiketa (anglicky linerless label) je druh etikety, která má z jedné strany lepicí vrstvu a z druhé strany nelepicí vrstvu a u které může být velikost odstřižku proměnlivá. Na rozdíl od standardní etikety nemá tedy podkladovou vrstvu a není předem nastříhaná na stejně velké odstřižky. 

## Výhody
Nekonečná etiketa je skladována navinutá na kotouči díky tomu, že její lícová strana je potažena látkou odpuzující lepicí látku její rubové straně. Tím je eliminována potřeba podkladového silikonového papíru a je podstatně sníženo množství odpadního materiálu. Zároveň u nekonečných etiket dochází k efektivnějšímu využití objemu a hmotnosti materiálu, čímž jsou sníženy požadavky na dopravu. Software tiskového zařízení může podle potřeby upravovat velikost odstižku z nekonečné etikety, což vede k redukci prázdného nepotištěného místa při zachování grafického rozložení jednotlivých tištěných údajů. To opět snižuje plýtvání pásky. Z environmentálního hlediska je redukce odpadu žádoucí také proto, že silikonová podkladová vrstva u standardních etiket je obtížně recyklovatelná.

## Nevýhody
Standardní etikety mají předem nastřihané odstřižky, které (díky tomu, že jsou připevněny na podkladovou vrstvu) mohou být vyráběny v různých tvarech podle přání uživatele. Nekonečná etiketa je řezána až strojem na místě použití a umožňuje pouze střihat odstřižky čistě čtvercových a obdélníkových tvarů. Při nalepování je také třeba vyvinout určitý tlak, aby se zajistilo pevné nalepení etikety. U standardní etikety je nalepení snazší.

## Historie
V severní Americe se technologie poprvé objevila na jaře roku 2010, kam je začala dodávat společnost Ravenwood Packaging.